# Tarasio di Costantinopoli
Tarasio di Costantinopoli (in greco Άγιος Ταράσιος?; Costantinopoli, 730 – Costantinopoli, 25 febbraio 806) è stato un vescovo bizantino, patriarca di Costantinopoli dal 25 dicembre 784 sino alla morte.

## Biografia
Tarasio era un laico, segretario dell'imperatrice Irene, dotato di ottime conoscenze teologiche e di grande chiaroveggenza politica.
Fu nominato patriarca il 25 dicembre 784, per volere della basilissa Irene d'Atene, che aveva convinto il vecchio patriarca Paolo IV a dimettersi. Tarasio era fedele ad Irene e la aiutò a legittimarle il trono di Bisanzio.
Organizzò un sinodo per risolvere la disputa sulle immagini, in risposta a quello convocato da Costantino V Copronimo nel 754. È stato l'ultimo concilio ecumenico riconosciuto sia dalla Chiesa d'Occidente sia da quella d'oriente ed era voluto soprattutto da papa Adriano I, oltre che dall'imperatrice. Un primo sinodo, convocato nel 786, si rivelò fallimentare a causa dell'irruzione di un drappello armato di guardie imperiali iconoclaste, che disperse l'assemblea. Tarasio e Irene spostarono allora le truppe iconoclaste in Asia Minore con il pretesto di un'imminente campagna militare contro gli Arabi e chiamarono a Costantinopoli i reggimenti originari della Tracia, regione totalmente iconodula, perché difendessero Costantinopoli e le zone limitrofe. Il concilio di Nicea II si tenne nel 787 e decretò, in opposizione all'iconoclastia degli imperatori Leone III Isaurico e Costantino V Copronimo, la liceità del culto delle immagini sacre. Il Concilio si tenne alla presenza di trecentocinquanta vescovi e di un gran numero di monaci e si svolse in sette sedute, dal 24 settembre al 13 ottobre. Il concilio ammise nella comunità cristiana coloro che erano stati iconoclasti e che avevano abiurato questa tendenza, ora considerata eretica; questa decisione causò forti proteste da parte dei monaci radicali, i cosiddetti zeloti, che rifiutarono di riconoscere gli ex-iconoclasti come loro fratelli. Il concilio giustificò l'iconodulia con il principio che la venerazione non fosse rivolta alle immagini in senso stretto, ma a ciò che rappresentavano.
Tarasio ebbe nuovamente problemi con gli zeloti quando ufficializzò il divorzio tra Costantino VI, figlio di Irene, e la paflagonese Maria, e il conseguente matrimonio tra il giovane imperatore e la dama di corte Teodota, celebrato nel 795 con grande splendore. Gli zeloti, rappresentati da Platone, abate del monastero di Saccudium e da suo nipote Teodoro Studita, sciolsero allora la loro comunione ecclesiastica con il patriarcato e la corte imperiale.
Sepolto nel santuario di Tutti i martiri, presso un monastero da lui stesso fondato sul Bosforo, il corpo è oggi conservato a Venezia, presso la chiesa di San Zaccaria.